# تيموثي تايلور
تيموثي تايلور (28 مارس 1961 في المملكة المتحدة - ) (بالإنجليزية: Timothy Taylor)‏ هو لاعب كريكت بريطاني. لعب مع نادي مقاطعة لانكشر للكريكت ‏ وCheshire County Cricket Club ‏ والمقاطعات الوطنية للكريكيت الإنجليزي والويلزي ‏ ونادي الكريكت في جامعة أكسفورد ‏.

## وصلات خارجية
- تيموثي تايلور على موقع إي آس بي آن كريك إنفو (الإنجليزية)